# Bolzano-tétel
A Bolzano-tétel szerint intervallumon értelmezett, negatív és pozitív értékeket is felvevő, folytonos függvénynek van zérushelye.

## Bizonyítás

### Egymásba skatulyázott intervallumokkal
Legyen {\displaystyle f:I\rightarrow \mathbb {R} } a fenti függvény és a, illetve b az értelmezési tartományának olyan pontjai, melyekben a függvény előjele ellenkező és a < b. Az általánosság megszorítása nélkül feltehetjük, hogy {\displaystyle f(a)<f(b)}. Intervallumfelezéses eljárással megmutatjuk, hogy a függvénynek van zérushelye. Legyen {\displaystyle (x_{n})} és {\displaystyle (y_{n})} a következő, közösen, rekurzív módon definiált sorozat:
{\displaystyle x_{0}:=a\,}
{\displaystyle y_{0}:=b\,}
Tetszőleges {\displaystyle n\in \mathbb {N} }-re legyen
{\displaystyle c_{n}:={\frac {x_{n}+y_{n}}{2}}}
Ha {\displaystyle f(c_{n})=0\,}, akkor megtaláltuk f egy keresett zérushelyét.

Ha {\displaystyle f(c_{n})<0~\Rightarrow x_{n+1}:=c_{n};\quad y_{n+1}:=y_{n}}

Ha {\displaystyle f(c_{n})>0~\Rightarrow x_{n+1}:=x_{n};\quad y_{n+1}:=c_{n}}
Ha c sosem nulla, akkor: {\displaystyle x_{n}:f(x_{n})<0~(n\in \mathbb {N} )} monoton nő, {\displaystyle y_{n}:f(y_{n})>0~(n\in \mathbb {N} )} monoton csökken, mivel az algoritmust így készítettük el.

A két sorozat tagjainak „távolsága”: {\displaystyle \left|x_{n}-y_{n}\right|={\frac {y_{0}-x_{0}}{2^{n}}}\to 0~(n\to \infty )(*)}.
Mivel {\displaystyle x_{n},y_{n}\in [a,b]} zárt intervallum, és mert mindkét sorozat monoton, {\displaystyle \exists \lim(x_{n})} és {\displaystyle \lim(y_{n})}, és ezek (*) miatt egyenlőek. Legyen ez a határérték ξ!
De f folytonos ξ-ben, tehát a folytonosságra vonatkozó átviteli elv alapján:
{\displaystyle f(\xi )=\lim(f(x_{n}))\leq 0} és {\displaystyle f(\xi )=\lim(f(y_{n}))\geq 0\quad (n\in \mathbb {N} )}.
Ez csak úgy lehetséges, ha {\displaystyle ~f(\xi )=0\,} ■

### A nemsztenderd analízis eszközeivel
Legyen f a fenti tulajdonságú függvény és legyen a illetve b az értelmezési tartománya olyan pontja, hogy a<b és f(a)<0<f(b) (ez feltehető; ellenkező esetben -f-re kell alkalmazni a gondolatmenetet). Legyen ω végtelen nagy természetes szám. Osszuk fel az [a,b] intervallumot ω darab egyenlő részre, az osztópontokat jelöljük xn-nel. Legyen
{\displaystyle H:=\{n\mid f(x_{n})\leq 0\}}
H nem üres, mert f(a) negatív (a az első „osztópont”) és véges halmaz a nemsztenderd valós számok között (ezt úgy jelöljük, hogy H *véges), így van maximális eleme. Legyen ez az elem M és a hozzá tartozó osztópont xM. Belátjuk, hogy ha ξ az xM sztenderd része (vagyis az a normális valós szám, ami végtelenül közel van xM-hez), akkor f(ξ) = 0.
Ha f(ξ) > 0 lenne, akkor f(xM)-et (tekintve, hogy f(xM) nem pozitív) egy véges, nemnulla sztenderd szám választaná el f(ξ)-től, ami f folytonossága miatt lehetetlen (hiszen ξ végtelen közel van xM-hez).
Ha f(ξ) < 0 lenne, akkor szintén a folytonosság miatt minden, a ξ ponthoz végtelenül közeli pontban a függvény negatív, például az
{\displaystyle x_{M+1}=x_{M}+{\frac {1}{\omega }}}
helyen is (világos, hogy xM+1 létezik és kisebb mint b, mert ott f pozitív lenne), ami ellentmond M maximális voltának. ■

## Ekvivalens állítás
A Bolzano-tételt a következőképpen is ki szokták mondani:
- Ha {\displaystyle f:[a,b]\rightarrow \mathbb {R} } korlátos és zárt intervallumon értelmezett folytonos függvény, és {\displaystyle f(a)\cdot f(b)<0}, akkor van az {\displaystyle (a,b)} nyílt intervallumon zérushelye.
- Ha {\displaystyle f:[a,b]\rightarrow \mathbb {R} } korlátos és zárt intervallumon értelmezett folytonos függvény, akkor minden {\displaystyle y\in [f(a),f(b)]}-re létezik olyan {\displaystyle \xi \in [a,b]}, amire {\displaystyle y=f(\xi )}.

Ez a két megfogalmazás ekvivalens.

## Következmény
Ez a kiterjesztés a következőt jelenti: minden a fenti feltételeknek eleget tevő (intervallumon értelmezett és folytonos) függvényre igaz, hogy minden {\displaystyle a,b\in {\mathcal {D}}_{f},~a<b}-re, ha {\displaystyle f(a)\neq f(b)}, igaz, hogy {\displaystyle \forall c\in [f(a),f(b)]~\exists \xi \in [a,b]~:~f(\xi )=c}.
Vegyük észre, hogy ez a függvény Darboux-tulajdonságát jelenti, azaz minden intervallumon értelmezett folytonos függvény Darboux-tulajdonságú. (Lásd: Bolzano–Darboux-tétel)